# Trypanosomatidae
I Tripanosomatidi (Trypanosomatidae) sono una famiglia di protozoi flagellati, parassiti delle piante e degli animali.
Importante è la presenza di un cinetoplasto, una regione in prossimità della tasca flagellare contenente un accumulo di DNA, detto anche kDNA. 
Questi parassiti presentano un polimorfismo, legato alle condizioni di sviluppo e ai diversi stadi del ciclo vitale, che dipende dalla posizione del cinetoplasoma del flagello, o dalla presenza o assenza di una membrana ondulatoria che connette il flagello al corpo cellulare.
Patogene per l'uomo e per gli animali domestici, in alcuni casi selvatici, sono numerose specie di Trypanosoma e di Leishmania, trasmesse dalla puntura di insetti ditteri e responsabili di malattie note come rispettivamente tripanosomiasi e leishmaniosi. I tripanosomi africani, T.brucei gambiense, sono gli agenti patogeni della malattia del sonno, e sono trasmessi dalla puntura di mosche tse-tse del genere Glossina. Altri insetti appartenenti agli eterotteri sono responsabile della trasmissione della malattia di Chagas nel centro-sud America.

## Ciclo vitale
Tripanosomi e Leishmania si sviluppano attraverso delle fasi ben specifiche.

### Tripanosomi
Nei tripanosomi lo stadio infettivo viene denominato tripomastigote: il parassita è caratterizzato microscopicamente da un aspetto globalmente ondulato e monoflagellato, e può essere rinvenuto nell'apparato buccale degli insetti vettori, soprattutto a livello delle ghiandole salivari.
Dopo la puntura da parte del vettore, i tripomastigoti penetrano attraverso la ferita e raggiungono il circolo ematico, la linfa e il liquido cefalorachidiano, dove iniziano a moltiplicarsi tramite fissione binaria. I tripomastigoti passano quindi ad infettare le cellule del sistema nervoso centrale, della pelle e del tessuto adiposo, dando varie manifestazioni cliniche.
I tripomastigoti presenti nel circolo ematico possono essere risucchiati durante la puntura di un altro insetto e riprodursi nel suo intestino. Successivamente raggiungono le sue ghiandole salivari e passano allo stadio di epimastigote, non direttamente infettivo e caratteristico esclusivamente di questa fase riproduttiva. Gli epimastigoti sono microscopicamente simili ai tripomastigoti, ma visibilmente meno ondulati. Nell'arco di 4-6 settimane, gli epimastigoti si trasformano in tripomastigoti e possono pertanto riprendere da capo il ciclo infettivo.
Trypanosoma cruzi presenta un ulteriore stadio, quello di amastigote: più piccolo rispetto ai due precedenti, caratterizzato da una forma ovale e aflagellato, può essere rinvenuto all'interno delle cellule muscolo-cardiache e neuronali dell'ospite infettato. Si evidenzia durante la fase riproduttiva all'interno delle cellule dell'ospite, dopo l'infezione da parte dei tripomastigoti: dopo essersi moltiplicato ripetutamente per fissione binaria determina la lisi della cellula ospitante, e procede quindi a parassitare altre cellule o a svilupparsi in tripomastigote ed eventualmente (secondo i passaggi descritti precedentemente) in epimastigote.

### Leishmania
Leishmania si può rinvenire nella saliva degli insetti vettori sotto forma di promastigote, dalla forma lunga e sottile e monoflagellato. Dopo la puntura da parte del vettore, i parassiti penetrano nella cute attraverso la ferita e vengono fagocitati dai macrofagi e dalle altre cellule del sistema reticoloendoteliale.
All'interno di queste i promastigoti perdono il flagello divenendo amastigoti, iniziando a riprodursi per fissione binaria fino a distruggere le cellule (e innescando il processo patologico nel tessuto in cui queste si trovano): a questo punto, similmente a quanto avviene per T. cruzi, gli amastigoti possono penetrare nelle cellule circostanti o trasformarsi in promastigoti, venendo poi inglobati dalla puntura di un altro vettore e moltiplicandosi (sempre come promastigote) all'interno di esso, per poi eventualmente ripetere il ciclo.